# Hiroshi Kamayatsu
Hiroshi "Monsieur" Kamayatsu (かまやつひろし, Hiroshi "Monsieur" Kamayatsu, 12 de janeiro de 1939 – 1 de março de 2017) foi um cantor e guitarrista japonês nascido em Tóquio.
Ele compôs a música para Download: Namu Amida Butsu wa Ai no Uta, um lançamento de anime direto para vídeo baseado em jogos do PC Engine.
"Monsieur" foi um membro fundador das bandas The Spiders, Vodka Collins, e também um artista solo.

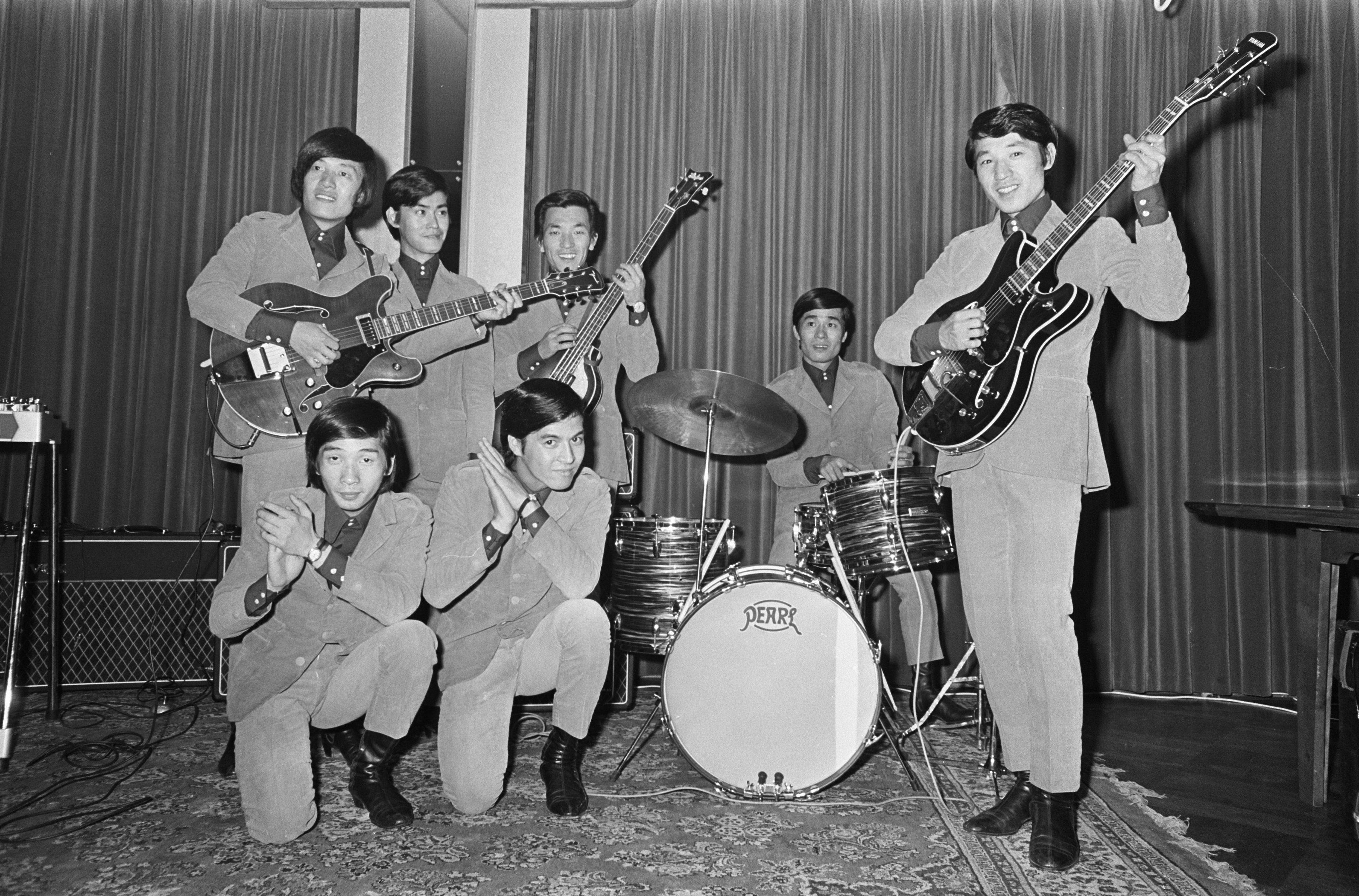
Hiroshi (canto superior esquerdo) com The Spiders em 1966

Em 2001 ele teve uma reunião com alguns ex-membros do The Spiders, como a banda Sans Filtre. Entre seus trabalhos recentes está sua performance da música "RTB", a música de encerramento do anime Sentou Yousei Yukikaze.

## Morte
Kamayatsu morreu de câncer de pâncreas em 1º de março de 2017, aos 78 anos.